# Claude Sylvain
Claude Sylvain, pseudonimo di Claude Nelly Gelblum (Neuilly-Plaisance, 9 maggio 1930 – Vaux-sur-Lunain, 31 dicembre 2005), è stata un'attrice francese.

## Biografia
Laureata in filosofia, si dedicò agli inizi degli anni cinquanta alla recitazione, interpretando tredici lungometraggi, l'ultimo dei quali nel 1965. Il suo ruolo di maggiore rilievo fu quello di Clotilde in Don Camillo e l'onorevole Peppone (1955), diretto da Carmine Gallone.
Lasciato il cinema, si dedicò alla canzone per diversi anni.

## Filmografia
- Il caso Maurizius (L'affaire Maurizius), regia di Julien Duvivier (1954)
- L'uomo e il diavolo (Le rouge et le noir), regia di Claude Autant-Lara (1954)
- Madame du Barry, regia di Christian-Jaque (1954)
- La torre del piacere (La Tour de Nesle), regia di Abel Gance (1955)
- Rififi (Du rififi chez les hommes), regia di Jules Dassin (1955)
- Don Camillo e l'onorevole Peppone, regia di Carmine Gallone (1955)
- Sangue alla testa (Le Sang à la tête), regia di Gilles Grangier (1956)
- L'uomo dall'impermeabile (L'Homme à l'impermeable), regia di Julien Duvivier (1957)
- Operazione maggiordomo (Le Majordome), regia di Jean Delannoy (1965)

## Doppiatrici italiane
- Dhia Cristiani in Don Camillo e l'onorevole Peppone